# Фалеев, Михаил Леонтьевич

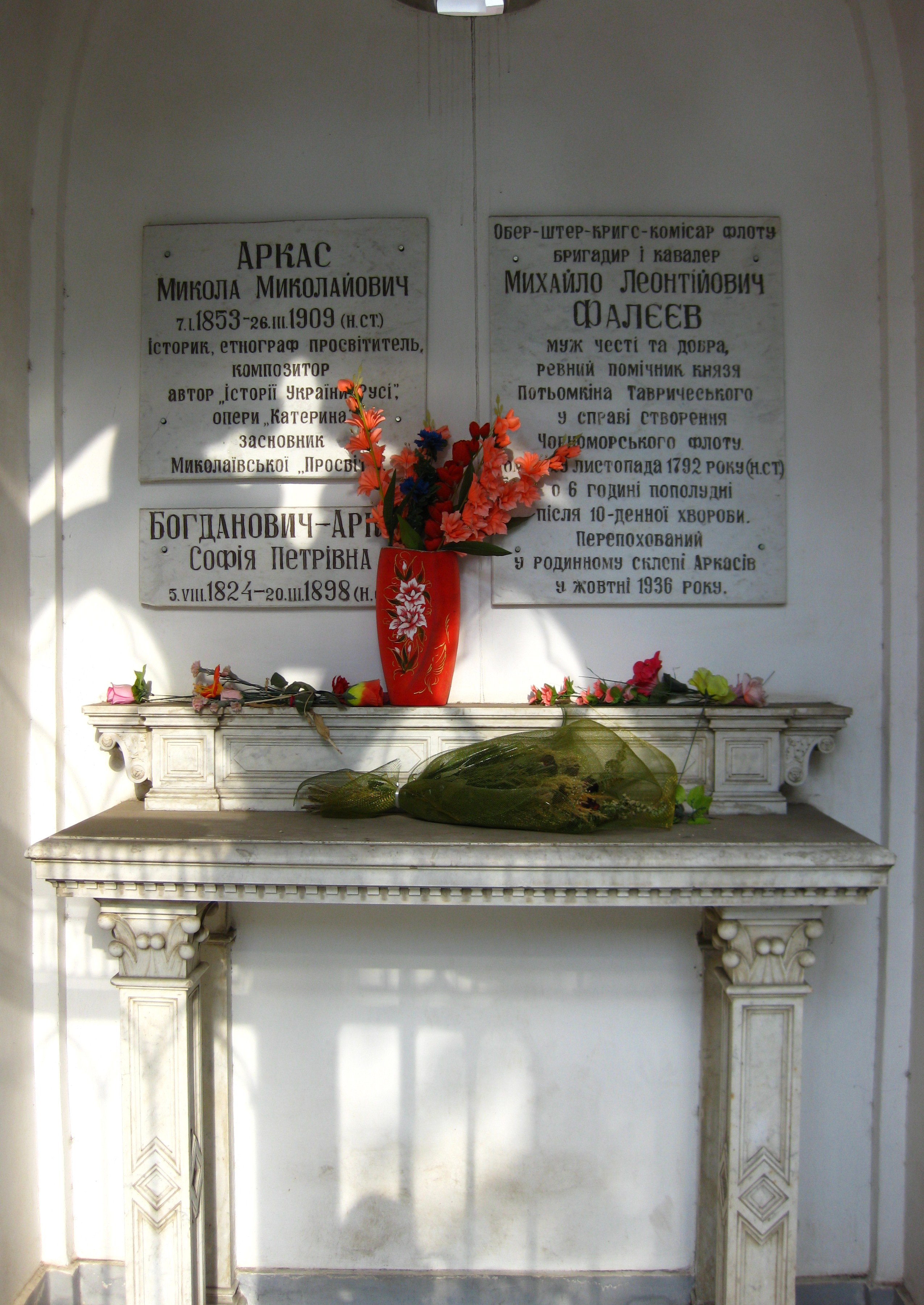
Могила М. Л. Фалеева в семейном склепе семьи Аркас

Михаи́л Лео́нтьевич Фале́ев (1730, Курск — 18 ноября 1792, Николаев) — крупный промышленник Южной России второй половины XVIII века, один из ближайших соратников Г. А. Потёмкина.
Дворянин, статский советник, инженер, директор Днепровских порогов, первый гражданин города Николаева. Владел 24 000 десятин земли в Новороссии. На свои средства проводил расчистку порогов на Днепре, пытаясь сделать судоходной самую опасную часть реки.

## Биография
Происходил из гжатских купцов.
Выдвинулся во время русско-турецкой войны 1768—1774 годов, став поставщиком армии Григория Потёмкина.
В начале 1779 года, используя собственные средства, по поручению князя Потёмкина, взялся за расчистку днепровских порогов. За этот труд Фалеев был возведён в дворянство и награждён золотой медалью.
В 1781 году Фалеев получил чин майора, в 1783 году — премьер-майора, в 1785 году — подполковника, а в июне 1787 года — полковника. В 1790 году получил чин адмиралтейского обер-штер-кригс-комиссара для заведования всеми денежными расходами по судостроению Черноморского флота.
В 1783 г. получил дворянство. Герб Фалеева внесен в Часть 1 Общего гербовника дворянских родов Всероссийской империи, стр. 113.
Весной 1788 года построил в Херсоне днепровско-черноморскую флотилию для участия в штурме Очакова.
Начиная с конца 1780-х годов Фалеев занялся обустройством города Николаева. Под руководством Фалеева строился Адмиралтейский собор, кадетский корпус, велась подготовка к организации Спасо-Николаевского мужского монастыря, стройка солдатских казарм, магазинов, канатных заводов, мраморных бассейнов, машин, оружейного завода, поиск водных источников, организация насаждений, разведение садов, виноградников и др.

## Захоронение
Фалеев был похоронен в алтарной стене строящегося собора Григория Великой Армении (позже — Адмиралтейский собор). Это было место захоронения наиболее почётных граждан города.
В октябре 1936 года склеп был вскрыт и уничтожен под руководством группы официальных лиц, представляющих городскую власть: от художественно-исторического музея — Барцевич, от горфинотдела — Фаермарк, от комхоза — Побеляцкий, от НКВД — Берловский.

## Награды
- Орден Святого Владимира IV и ІІІ степени (за активное участие в организации путешествия Екатерины II на юг империи)
- Герб Фалеева внесен в Часть 1 Общего гербовника дворянских родов Всероссийской империи, стр. 113

## Память
В Николаеве в честь Фалеева названа Фалеевская улица и установлен памятник. Автор памятника — скульптор, член Национального Союза художников Украины Виктор Макушин.